# Last Gasp
Last Gasp è un editore e distributore di fumetti underground con sede a San Francisco.

## Storia

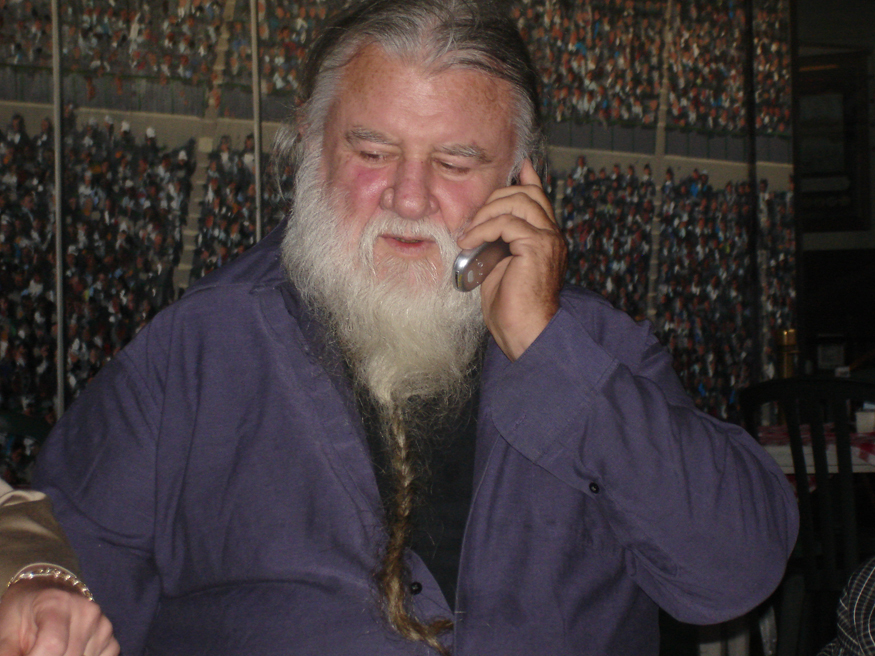
Ron Turner, 2007

Last Gasp è stata fondata a San Francisco nel 1970 da Ron Turner, per pubblicare una Slow Death Funnies che si occupava di ecologia. Nel 1972 ha pubblicato un'antologia It Ain't Me, Babe diretta da Trina Robbins, interamente prodotta da donne. Last Gasp è diventata rapidamente un punto di riferimento nel mondo dei fumetti underground, pubblicando artisti come Tim Biskup, Robert Crumb, Richard Corben, Camille Rose Garcia, Justin Green, Spain Rodriguez, Mark Ryden, Dori Seda, Larry Welz, Robert Williams e S. Clay Wilson.
All'inizio degli anni '80, ha pubblicato alcuni fumetti dedicati alla scena punk rock della West Coast.
Al 2021 pubblica pochi fumetti. La casa editrice ha curato versioni in inglese di manga come Gen of Hiroshima, Cherry Blossom Country e pubblica libri d'arte e di fotografia, graphic novel, romanzi e poesie. Oltre che editore, è anche distributore e venditore di libri di ogni genere, spesso dedicati alla controcultura.

## Fumetti
Alcune serie pubblicate:
- The Adventures of Harold Hedd
- Anarchy Comics
- Binky Brown Meets the Holy Virgin Mary
- Brain Fantasy
- Cheech Wizard
- Cherry Poptart
- Harlan Ellison's Chocolate Alphabet
- Cocaine Comix
- Dirty Laundry
- Dopin' Dan
- Dr. Atomic
- Enigma
- Melinda Gebbie
- Good Girls
- Grim Wit
- Horny Biker Slut
- Hup
- Inner City Romance
- It Ain't Me, Babe
- Last Gasp Comix & Stories
- Mickey Rat
- Neurocomics
- Slow Death Funnies
- Weirdo
- Wimmen's Comix
- Young Lust
- Zap Comix

## Libri
- Dead Kennedys: unauthorized version (1983), ISBN 0-86719-606-8
- Zippy Stories di Bill Griffith (1986), ISBN 0-86719-325-5